# Diecezja Hanzhong
Diecezja Hanzhong (łac. Dioecesis Hanciomensis, chiń. 天主教汉中教区) – rzymskokatolicka diecezja ze stolicą w Hanzhong, w prowincji Shaanxi, w Chińskiej Republice Ludowej. Biskupstwo jest sufraganią archidiecezji xi’ańskiej.

## Historia
2 sierpnia 1887 papież Leon XIII erygował wikariat apostolski Południowego Shaanxi. Dotychczas wierni z tych terenów należeli do wikariatu apostolskiego Shaanxi (obecnie diecezja Yan’an). 3 grudnia 1924 zmieniono jego nazwę na wikariat apostolski Hanzhong. 28 marca 1928 odłączono prefekturę apostolską Xing’anfu.
W wyniku reorganizacji chińskich struktur kościelnych dokonanych przez Piusa XII 11 kwietnia 1946 wikariat apostolski Hanzhong został podniesiony do rangi diecezji.
Z 1950 pochodzą ostatnie pełne, oficjalne kościelne statystyki. Diecezja Hanzhong liczyła wtedy:
- 19 060 wiernych (1,3% społeczeństwa)
- 33 kapłanów (9 diecezjalnych i 24 zakonnych)
- 56 sióstr zakonnych.

Od zwycięstwa komunistów w chińskiej wojnie domowej w 1949 diecezja, podobnie jak cały prześladowany Kościół katolicki w Chinach, nie może normalnie działać. Bp Giuseppe Maggi PIME został wydalony z kraju we wrześniu 1952. W 1959 wyświęcono bez zgody papieża antybiskupa Hanzhong Johna Li Shengxue, mimo iż bp Maggi nie zrezygnował z katedry. Bp Li Shengxue zaciągnął tym samym na siebie ekskomunikę latae sententiae.
W 1981 w wiernym papieżowi Kościele podziemnym sakrę biskupią przyjął Bartholomew Yu Chengti. Katedrę objął jednak po śmierci bp Li Shengxue w 1984. Nie był uznawany przez władze świeckie, które utrudniały mu wykonywanie obowiązków biskupich, trzymając go w więzieniu i areszcie domowym oraz uniemożliwiając kontaktów. Bp Yu Chengti cieszył się autorytetem również wśród kapłanów Patriotycznego Stowarzyszenia Katolików Chińskich. W 1986 Kościół oficjalny wyświęcił w opozycji do niego Louisa Yu Runshena. Do pojednania między oboma odłamami Kościoła w diecezji Hanzhong doszło tuż przed śmiercią Jana Pawła II, gdy bp Runshen poprosił papieża o uznanie, którego ten udzielił. Requiem po śmierci Jana Pawła II koncelebrowali obaj biskupi.
W 1989 sakrę przyjął kapłan Kościoła podziemnego Matthias Yu Chengxin. Był oficjalnie koadiutorem i zastępował bpa Bartholomewa Yu Chengti, gdy ten przebywał w więzieniu. Po 2003 był on częściowo sparaliżowany. Zmarł w 2017.

## Ordynariusze

### Wikariusze apostolscy
- Gregorio Antoniucci MEM (1888 - 1895)
- Pio Giuseppe Passerini MEM (1895 - 1918)
- Antonio Maria Capettini PIME (1919 - 1925) następnie mianowany biskupem pomocniczym diecezji Porto i Santa Rufina we Włoszech
- Lorenzo Maria Balconi PIME (1928 - 1934) następnie mianowany superiorem generalnym Instytutu Papieskiego dla Misji Zagranicznych
- Mario Civelli PIME (1935 - 1946)

### Biskupi
- Mario Civelli PIME (1946) następnie mianowany biskupem Jixian
- Giuseppe Maggi PIME (1949 - 1963) de facto wydalony z komunistycznych Chin w 1952, nie miał po tym czasie realnej władzy w diecezji[1]
- sede vacante (być może urząd sprawował biskup(i) Kościoła podziemnego) (1963 - 1984)
- Bartholomew Yu Chengti (1984 - 2003)
- Louis Yu Runshen (2005 - nadal)

### Antybiskupi
Ordynariusze mianowani przez Patriotyczne Stowarzyszenie Katolików Chińskich nieposiadający mandatu papieskiego:
- John Li Shengxue (1959 - 1984)
- Louis Yu Runshen (1986 - 2005).